# Porta di Santa Marta
La Porta di Santa Marta, a Pisa, fu creata durante l'occupazione fiorentina nella metà del XV secolo per aumentare la portata del traffico. Infatti essa fu creata accanto al preesistente Portello di Santa Marta. Il nome deriva dalla vicinanza dell'omonima chiesa.
La porta aveva importanza strategica perché sorgeva accanto alla vasca delle gondole (o Porto delle Gondole), un bacino artificiale destinato ad accogliere piccole imbarcazioni che giungevano da fuori città tramite il Fosso del Mulino. Tale vasca è tuttora visibile nella odierna Piazza delle Gondole.
Presso questa porta si congiunge l'acquedotto mediceo, ultimato all'inizio del XVII secolo, che portava acqua alle varie fontane di Pisa, di cui una in prossimità della porta stessa.